# ميخائيل هارت
ميخائيل هارت (بالإنجليزية: Michael Hart)‏ هو سياسي نيوزلندي، ولد في 1814 في المملكة المتحدة، وتوفي في 9 أغسطس 1878.